# Liste der Biografien/Tij
Liste der Biografien |
Portal Biografien |
Personensuche
# |
A |
B |
C |
D |
E |
F |
G |
H |
I |
J |
K |
L |
M |
N |
O |
P |
Q |
R |
S |
T |
U |
V |
W |
X |
Y |
Z |
?
 
Ta |
Tc |
Te |
Tf |
Tg |
Th |
Ti |
Tj |
Tk |
Tl |
Tm |
To |
Tq |
Tr |
Ts |
Tu |
Tv |
Tw |
Tx |
Ty |
Tz
 
Tia |
Tib |
Tic |
Tid |
Tie |
Tif |
Tig |
Tih |
Tii |
Tij |
Tik |
Til |
Tim |
Tin |
Tio |
Tip |
Tiq |
Tir |
Tis |
Tit |
Tiu |
Tiv |
Tiw |
Tix |
Tiy |
Tiz
Die Liste der Biografien führt alle Personen auf, die in der deutschsprachigen Wikipedia einen Artikel haben. Dieses ist eine Teilliste mit 15 Einträgen von Personen, deren Namen mit den Buchstaben „Tij“ beginnt.

## Tij
- Tij, altägyptische Königin

### Tija
- Tijahahu, Marta Christina (1800–1818), indonesische Freiheitskämpferin und Nationalheldin
- Tijan, Ahmed (* 1995), katarischer Beachvolleyballspieler gambischer Herkunft
- Tijani, Samson (* 2002), nigerianischer Fußballspieler
- Tijardović, Ivo (1895–1976), jugoslawischer Komponist, Librettist, Regisseur und Theaterleiter

### Tijd
- Tijdeman, Robert (* 1943), niederländischer Mathematiker und Hochschullehrer

### Tije
- Tijen, Tjebbe van (* 1944), niederländischer Bildhauer und Medientheoretiker
- Tijera, Mateo de la, mexikanischer Fußballspieler
- Tijerino y Loáisiga, Agustin Nicolas (1881–1945), nicaraguanischer römisch-katholischer Geistlicher, Bischof von León en Nicaragua

### Tijh
- Tijhuis, Sjors (* 2000), niederländischer Volleyballspieler

### Tijn
- Tijn, Gertrude van (1891–1974), jüdische niederländische Sozialarbeiterin und Helferin für jüdische Flüchtlinge
- Tijn, Joop van (1938–1997), niederländischer Journalist und Chefredakteur
- Tijnagel, Ben (1964–2005), niederländischer Eishockeyspieler

### Tijo
- Tijou, Jean, französischer Kunstschmied
- Tijoux, Ana (* 1977), französisch-chilenische Rap-SängerinAna Tijoux (* 1977)

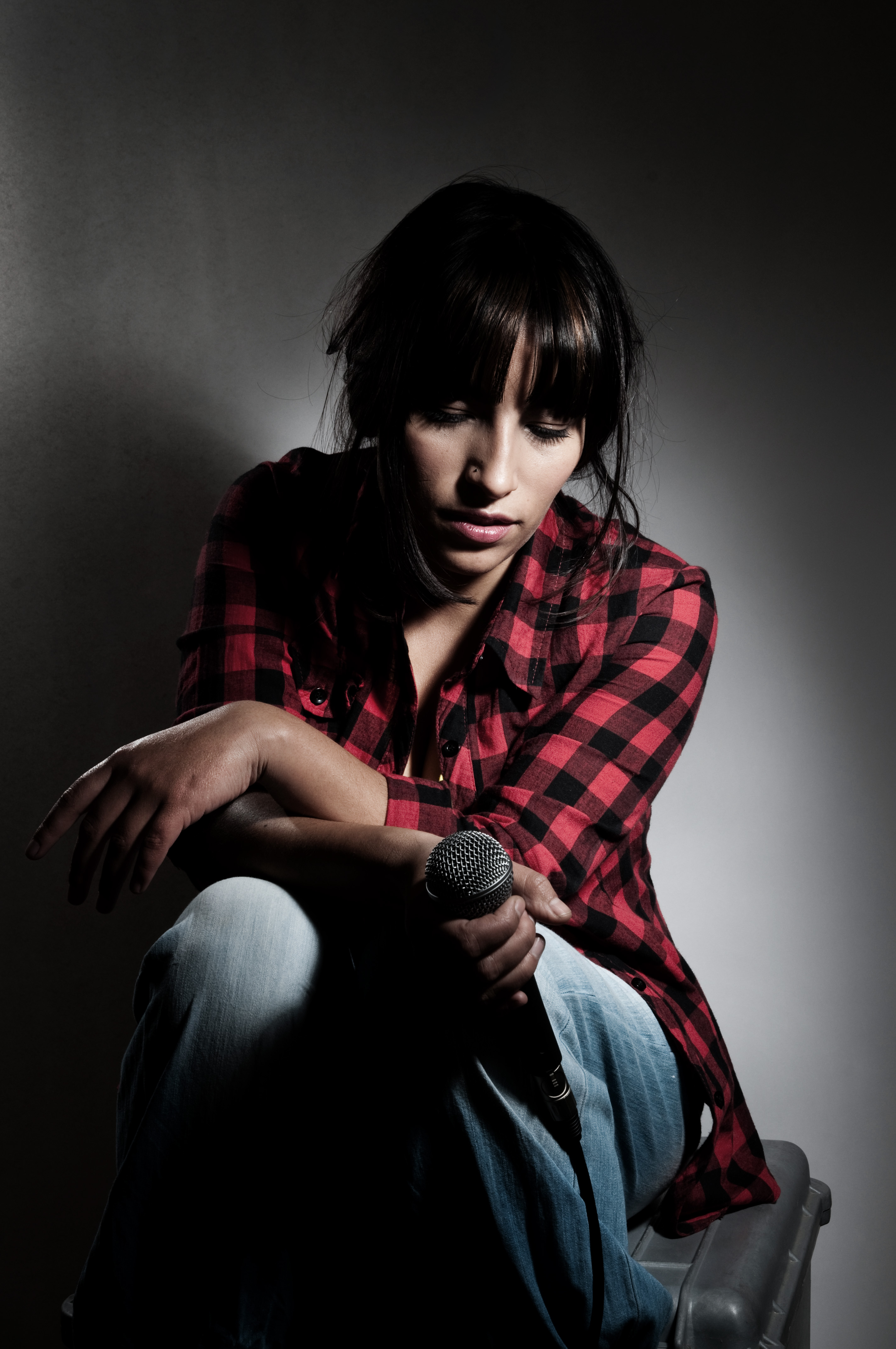
Ana Tijoux (* 1977)